# (34451) Rebohearn
(34451) Rebohearn es un asteroide perteneciente al cinturón de asteroides, descubierto el 24 de septiembre de 2000 por el equipo del Lincoln Near-Earth Asteroid Research desde el Laboratorio Lincoln, Socorro, Nuevo México.

## Designación y nombre
Designado provisionalmente como  2000 SY82. Fue nombrado en honor de Rebecca O'Hearn quien fue mentora de un finalista en Broadcom MASTERS 2018, una competencia de matemáticas y ciencias para estudiantes de secundaria. Enseña en la Escuela Montessori de Andover, Massachusetts.

## Características orbitales
Rebohearn está situado a una distancia media del Sol de 2,976 ua, pudiendo alejarse hasta 3,225 ua y acercarse hasta 2,727 ua. Su excentricidad es 0,084 y la inclinación orbital 4,969 grados. Emplea 1875,21 días en completar una órbita alrededor del Sol.

## Características físicas
La magnitud absoluta de Rebohearn es 14,93. Tiene 3,253 km de diámetro y su albedo se estima en 0,127.